# 1976年夏季残疾人奥林匹克运动会斐济代表团
1976年夏季残疾人奥林匹克运动会斐济代表团是斐济派出的1976年夏季残疾人奥林匹克运动会代表团。未获得奖牌。